# Ngoma (Ruanda)
Ngoma é um distrito (akarere) na Província do Leste de Ruanda. Sua capital é Kibungo.

## Setores
O distrito de Ngoma é dividido em 14 setores (imirenge): Gashanda, Jarama, Karembo, Kazo, Kibungo, Mugesera, Murama, Mutenderi, Remera, Rukira, Rukumberi, Rurenge, Sake e Zaza.